# Elezioni comunali in Trentino-Alto Adige del 2000
Le elezioni comunali in Trentino-Alto Adige del 2000 si sono tenute il 14 maggio, il 4 giugno e il 12 novembre, con turni di ballottaggio il 28 maggio, il 18 giugno, il 26 novembre e il 3 dicembre, per il rinnovo di 326 consigli comunali.

## Riepilogo sindaci eletti
Coalizione di centro-sinistra
     Südtiroler Volkspartei
     Coalizione di centro
| Provincia | Comune            | Sindaco uscente | Sindaco uscente           | Sindaco eletto | Sindaco eletto            | Primo turno | Primo turno | Secondo turno | Secondo turno | Seggi   |
| Provincia | Comune            | Sindaco uscente | Sindaco uscente           | Sindaco eletto | Sindaco eletto            | Voti        | %           | Voti          | %             | Seggi   |
| --------- | ----------------- | --------------- | ------------------------- | -------------- | ------------------------- | ----------- | ----------- | ------------- | ------------- | ------- |
| Trento    | Pergine Valsugana |                 | Renzo Anderle             |                | Renzo Anderle             | 5.987       | 59,46       | —             | —             | 19 / 30 |
| Trento    | Rovereto          |                 | Bruno Ballardini          |                | Roberto Maffei            | 6.633       | 34,47       | 7.758         | 50,64         | 25 / 40 |
| Bolzano   | Bolzano           |                 | Giovanni Salghetti Drioli |                | Giovanni Salghetti Drioli | 21.121      | 36,39       | 27.820        | 58,82         | 19 / 50 |
| Bolzano   | Bressanone        |                 | Klaus Seebacher           |                | Klaus Seebacher           | 5.677       | 52,00       | —             | —             | 16 / 30 |
| Bolzano   | Merano            |                 | Franz Anton Alber         |                | Franz Anton Alber         | 7.353       | 36,44       | 9.766         | 61,04         | 26 / 40 |